# Сипень
Сипень (пол. Sypień) — село в Польщі, у гміні Неборув Ловицького повіту Лодзинського воєводства.
Населення — 211 осіб (2011).
У 1975—1998 роках село належало до Скерневицького воєводства.

## Демографія
Демографічна структура станом на 31 березня 2011 року:
|          | Загалом | Допрацездатний вік | Працездатний вік | Постпрацездатний вік |
| -------- | ------- | ------------------ | ---------------- | -------------------- |
| Чоловіки | 97      | 14                 | 72               | 11                   |
| Жінки    | 114     | 16                 | 57               | 41                   |
| Разом    | 211     | 30                 | 129              | 52                   |